# Gösta Hagströmer
Per Johan Gösta Svensson Hagströmer, född 11 juli 1908 i Hedvig Eleonora församling i Stockholm, död 15 oktober 1998 i Engelbrekts församling i Stockholm, var en svensk jurist av släkten Hagströmer. Han var son till landshövdingen Sven Hagströmer. Efter hans död blev Gösta Hagströmer adelsman. Han var far till finansmannen Sven Hagströmer.
Gösta Hagströmer avlade juris kandidatexamen vid Uppsala universitet 1931 och genomförde tingstjänstgöring 1931–1934. Han blev hovrättsråd i Svea hovrätt 1951. Hagströmer är begraven på Uppsala gamla kyrkogård.